# Strefa międzyzwrotnikowa

Strefa międzyzwrotnikowa

Strefa międzyzwrotnikowa (strefa gorąca, tropikalna, tropiki od gr. τροπικός κύκλος ‛zwrotny krąg’) – jedna ze stref oświetlenia kuli ziemskiej, obejmująca obszar położony między zwrotnikami Raka (23°26′16″N) i Koziorożca (23°26′16″S). W ciągu roku w każdym miejscu tej strefy Słońce dwa razy znajduje się w zenicie – z wyjątkiem zwrotników, gdzie zenitalne górowanie Słońca zachodzi tylko raz. Poza tą strefą Słońce nigdy nie góruje w zenicie.

## Klimat w strefie międzyzwrotnikowej
Warunki klimatyczne w strefie międzyzwrotnikowej różnią się istotnie od tych na szerokościach umiarkowanych i wysokich. Wiąże się to z występowaniem w przeciągu całego roku dodatniego bilansu cieplnego. Dodatni bilans cieplny poprzez istnienie małych i wolno zmieniających się poziomych gradientów termicznych wymusza istnienie względnie stałej cyrkulacji atmosfery.
Istnienie stacjonarnych wyżów subtropikalnych związane jest z osiadaniem w rejonach leżących w strefach szerokości geograficznej od 35° do 25° powietrza z górnych warstw troposfery. Zstępujące powietrze ogrzewa się adiabatycznie, w związku z czym masy powietrza tworzące środkowe części tych wyżów są w dolnej troposferze gorące i bardzo suche. W takich warunkach brak jest możliwości rozwoju zachmurzenia i występowania opadów, a promienie słoneczne mają nieograniczony dostęp do powierzchni.
Brak opadów i silna insolacja, zwiększająca poprzez intensywne parowanie deficyt wody w tej strefie, powodują, że na obszarach lądowych leżących w tej strefie występują obszary pustyń i półpustyń. Silna insolacja wywołuje również w warunkach suchości podłoża bardzo silne nagrzewanie się powierzchni gruntu. Ciepło to poprzez wymianę turbulencyjną jest przekazywane do atmosfery, co sprawia, że temperatura powietrza jeszcze bardziej wzrasta, a wilgotność względna powietrza maleje. Brak zwartej pokrywy roślinnej i silna turbulencja powodują, że do mas powietrza dostają się duże ilości pyłów z powierzchni gruntu nie pokrytego roślinnością. Powoduje to zmniejszanie się przezroczystości powietrza.
Nad obszarami morskimi sytuacja jest bardziej złożona, gdyż wody morskie w tej strefie są relatywnie chłodne, chłodniejsze od opadającego powietrza, którego temperatura jest na ogół równa lub wyższa od 26 °C, wilgotność względna wynosi około 20%, a Td = 1,6 °C (na wysokości około 400 m nad poziomem morza). Masy gorącego, opadającego powietrza ochładzają się w kontakcie z wodą, w związku z czym nad powierzchnią oceanu powstaje warstwa powietrza chłodniejszego od znajdującego się wyżej. Jest to warstwa inwersyjna, w której temperatura osiąga najniższe wartości przy powierzchni oceanu i wzrasta wraz z wysokością. Istnienie warstwy inwersyjnej uniemożliwia rozwój konwekcji (prądów wstępujących), w wyniku powstania w niej równowagi stałej. Z tego powodu brak tam możliwości wystąpienia zachmurzenia konwekcyjnego (chmur o budowie pionowej).